# Benicia-Martinez-brug

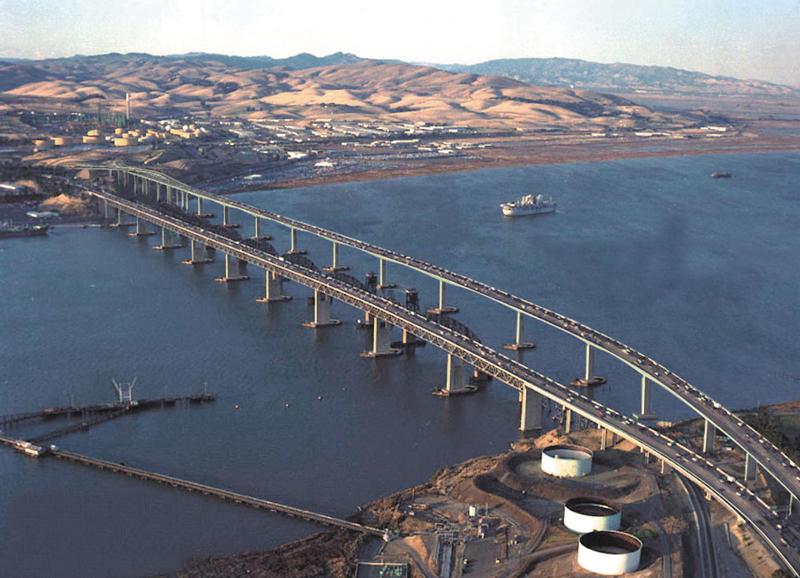
De drie bruggen over de Carquinez Strait. De middelste en oudste brug is een spoorwegbrug.

De Benicia-Martinez-brug (Engels: Benicia-Martinez Bridge) is de collectieve naam voor drie parallelle bruggen over de Straat van Carquinez in de Amerikaanse staat Californië. De Straat van Carquinez is een getijde-engte tussen de Baai van San Francisco en de Suisun Bay, waar de rivieren Sacramento en San Joaquin in uitmonden. De Benicia-Martinez-bruggen verbinden Benicia in het noorden met Martinez in het zuiden.
De Benicia-Martinez-brug bestaat uit een spoorwegbrug uit 1930, een viaduct uit 1962 en een uit 2007. Het viaduct uit 1962 wordt nu gebruikt voor het verkeer dat zuidwaarts rijdt en bestaat uit vier rijstroken en een gedeelte voor voetgangers en fietsers. De recentste brug telt vijf rijvakken voor auto's die noordwaarts gaan.
De brug maakt deel uit van de Interstate 680, een belangrijke noord-zuid verkeersader in de San Francisco Bay Area.